# Запис храст код споменика (Бербатово)
Запис храст код споменика (Бербатово) се налази на парцели чији је власник Град Ниш.

## Локација
| Општина             | Ниш-Палилула                                                                |
| Катастарска општина | Бербатово                                                                   |
| Потес               | Село                                                                        |
| Координате          | 43° 15′ 27″ С; 21° 56′ 32″ И / 43.257399999999997° С; 21.942299999999999° И |
| Надморска висина    | 484m                                                                        |

## Карактеристике
Дендрометријске вредности утврђене на терену и сателитским снимцима:
| Стабло                     | Храст |
| Висина стабла              | m     |
| Обим дебла                 | m     |
| Пречник крошње             | 6m    |
| Пречник дебла              | m     |
| Висина дебла до прве гране | m     |

## База записа
Запис је у оквиру Викимедија пројекта "Запис - Свето дрво" заведен под редним бројем 1018.